# 位相差給電アンテナ
位相差給電アンテナ(いそうさきゅうでんアンテナ)は、指向性アンテナの一種。
見た目より別名トンボアンテナとも言われる事がある。

## 原理
2つ以上のアンテナの距離を1/n 波長離して設置することにより位相が異なることにより鋭い指向性が生じ、遠くの電波でも受信しやすくなる。
位相の制御機能がないだけで原理的にはフェーズドアレイと同じである。
また、給電点が複数個あるので入出力が合成され高利得になる。
八木・宇田アンテナと一見似ている様に見受けられるアンテナであるが給電点の数などが異なる。

## 外見
- ループアンテナを2つ以上設置したものが見受けられる。

## 用途
- FM受信や無線用に使われる.
- イージスシステム(AEGIS SYSTEM)用のAN/SPY-1レーダーで用いられるアンテナなども、位相差給電アンテナの一種である。[1]
- 太陽光発電衛星の送電アンテナとして検討[2]